# Shansiodontidae
Shansiodontidae es una familia extinta de dicinodontos terápsidos.